# Pterolophia convexa
Pterolophia convexa là một loài bọ cánh cứng trong họ Cerambycidae.